# Catarina da Grécia e Dinamarca
Catarina da Grécia e Dinamarca (em grego:  Πριγκίπισσα Αικατερίνη της Ελλάδας και Δανίας; Atenas, 4 de maio de 1913 — Londres, 2 de outubro de 2007) foi a sexta filha do rei Constantino I da Grécia e da rainha Sofia.
A vida da princesa Catarina é marcada pelos rigores da guerra e do exílio. A Primeira Guerra Mundial e a Guerra Greco-Turca de 1919-1922 resultaram na saída do rei Constantino I e sua família da Grécia, forçando a pequena Catarina a ter que deixar seu país duas vezes antes de completar 10 anos.
A adolescência da princesa ocorre, portanto, fora de seu país natal: na Itália, onde sua família encontrou refúgio, e no Reino Unido, onde a jovem estuda. Tendo perdido o pai em 1923 e a mãe em 1932, aproximou-se dos irmãos e irmãs, com quem viveu sucessivamente até ao casamento. Assim, quando a monarquia foi restaurada em Atenas em 1935, Catarina foi morar com seu irmão, o rei Jorge II, e retomou, com sua irmã Irene, o papel de anfitriã da monarquia da qual a ex-rainha Isabel se divorciou.
Com a Segunda Guerra Mundial, a princesa passou a ajudar soldados feridos e a se voluntariar como enfermeira. Mas o avanço das tropas do Eixo na Grécia obrigou a família real a voltar ao exílio. Catarina então partiu para morar no Egito e na África do Sul, onde continuou seu trabalho como enfermeira enquanto sustentava sua cunhada, a princesa Frederica de Hanôver.

## Nascimento e batismo
Quando a princesa Sofia da Prússia engravidou da filha mais nova, no final de 1912, já tinha cinco filhos com o herdeiro do trono helénico e os seus filhos mais velhos, Jorge e Alexandre, já eram adultos há alguns anos. Acima de tudo, o casal principesco está menos próximo do que antes e o diadoque mantém um caso, aceito por Sofia, com uma aristocrata alemã, a condessa Paola de Ostheim. A chegada de um novo filho à família não é, portanto, isenta de questionamentos e corre o boato de que o bebê é fruto de um caso da princesa herdeira com um homem que não é seu marido. Mas, verdadeiros ou não, os rumores atuais não afetaram o príncipe Constantino, que reconheceu sua paternidade sem dificuldade.
O nascimento de Catarina, em 4 de maio de 1913, ocorre em um contexto conturbado. Em 18 de março, o rei Jorge I da Grécia, avô da criança, foi assassinado em Tessalônica, pouco depois de o reino helênico ocupar a cidade durante a Primeira Guerra dos Bálcãs. Quando a princesa nasceu, seus pais eram, portanto, os novos soberanos gregos e a menina tinha, portanto, a particularidade de ser a única filha do casal real a ser porfirogenética. Voltada a paz e apesar das vitórias contra o Império Otomano, a Grécia teve que enfrentar a oposição de alguns de seus aliados na questão da distribuição dos territórios conquistados como a Bulgária, que disputava com ela a posse de Tessalônica. Além disso, a Itália se opõe a ela no Dodecaneso e no Epiro. Pouco depois da assinatura do tratado de paz entre os reinos balcânicos e a Sublime Porta, estourou a Segunda Guerra Balcânica, desta vez opondo a Grécia e seus aliados à Bulgária. Rapidamente, esse segundo conflito terminou com uma nova vitória helênica e a Grécia saiu do conflito consideravelmente ampliada.
Assim que a paz é restaurada, a família real organiza o batismo da princesa Catarina. Para sublinhar os laços que unem o rei Constantino, comandante supremo durante os conflitos que acabam de terminar, e o exército grego, o menino recebe como padrinhos todos os membros do exército e da marinha do seu país. Este é um evento particularmente simbólico, pois, na religião ortodoxa, o vínculo entre um afilhado e seu padrinho é considerado mais forte do que os laços de sangue.

## Primeira infância
Se a época em que ocorre o nascimento de Catarina é difícil, a época em que ela cresce é ainda mais difícil. De fato, a primeira infância da princesa foi profundamente marcada pela Primeira Guerra Mundial e pela atitude ameaçadora dos governos da Entente em relação a seus pais. Sendo a rainha Sofia irmã do Kaiser Guilherme II da Alemanha, o rei dos helenos foi acusado pela França e seus aliados de seguir uma política demasiado germanófila. Em 1915, o primeiro-ministro Elefthérios Venizélos, por sua vez favorável à Entente, autorizou esta a ocupar a região de Tessalônica para prestar assistência à Sérvia, aliada da Grécia. No entanto, os Aliados foram rápidos em oferecer seu apoio a um governo grego paralelo liderado de Tessalônica por Venizélos. O reino helênico experimenta então o Cisma Nacional e a oposição entre monarquistas e venizelistas torna-se tão grande que ocorrem lutas entre as duas forças.

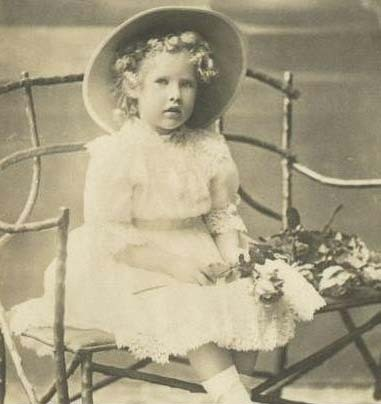
A princesa Catarina em 1917

Neste contexto difícil, a vida de membros da família real é ameaçada várias vezes. Assim, em 14 de julho de 1916, um incêndio criminoso, provavelmente organizado por agentes franceses, eclodiu no domínio real de Tatoi enquanto Catarina e sua família estavam lá. O acontecimento, que destruiu grande parte do palácio e provocou a morte de dezesseis (ou dezoito, conforme as fontes) servos e soldados ao serviço de Constantino I, quase matou vários membros da família real. Para salvar sua vida e a de sua filha mais nova, a rainha Sofia pela floresta por mais de dois quilômetros com a pequena Catarina nos braços. Dessa corrida frenética, mãe e filha saem levemente queimados, mas sãos e salvos.
Alguns meses depois, em 1º de dezembro de 1916, a vida da família real foi novamente ameaçada pela Entente. Após uma briga entre reservistas gregos e tropas franco-britânicas que vinham buscar as armas prometidas pelo rei à Entente, a frota aliada bombardeou Atenas e o palácio real. Nenhum membro da família real ficou ferido, mas a rainha e os seus filhos foram obrigados a esconder-se nas caves do palácio durante duas horas para se protegerem das explosões.

## Primeiro exílio

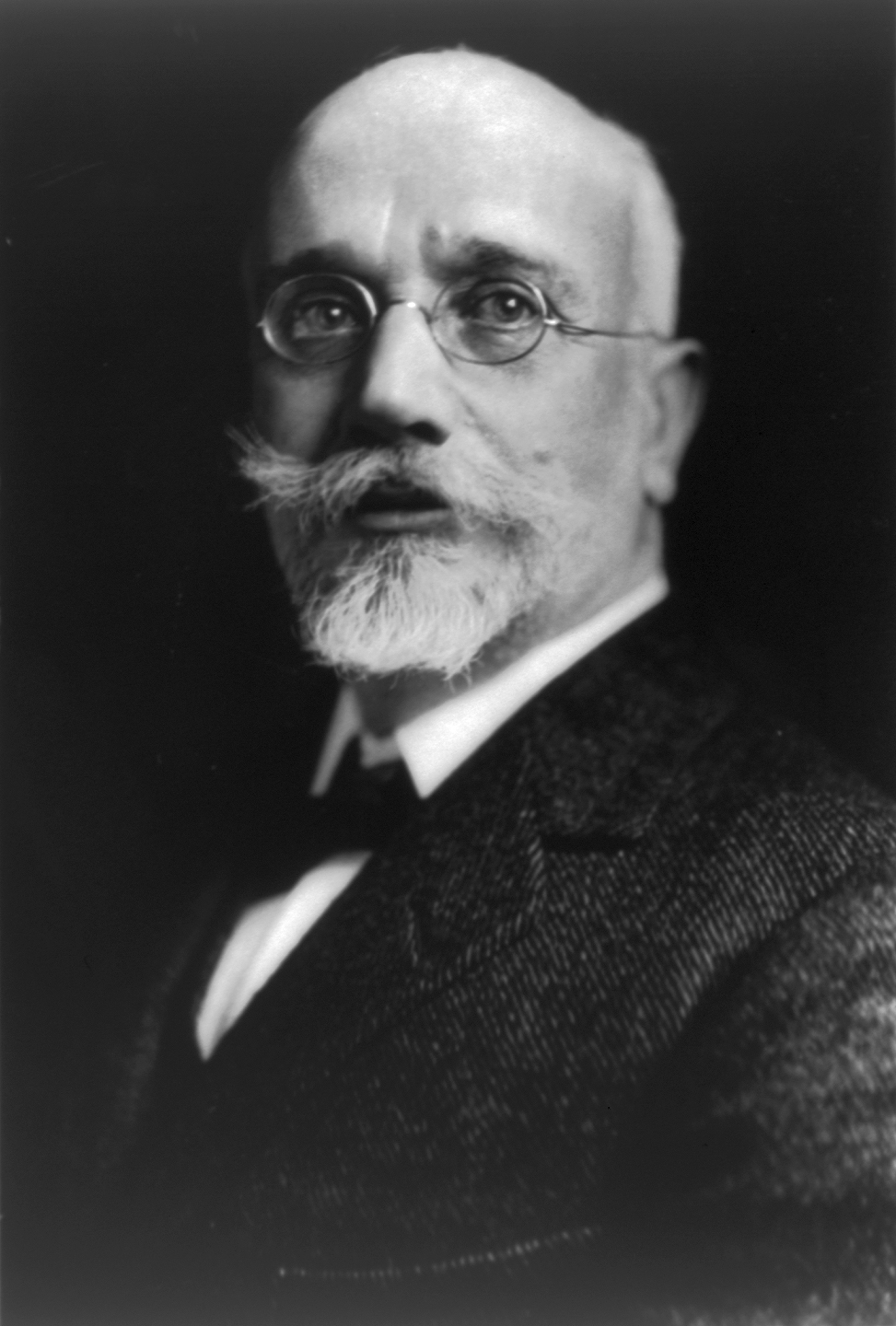
Elefthérios Venizélos, o feroz inimigo da família real grega

Com as revoluções russas de 1917 e a deposição do czar Nicolau II, Constantino I e a família real perderam seu último apoio dentro da Entente. Assim, em 10 de junho de 1917, Charles Jonnart, o alto comissário aliado na Grécia, exigiu do governador grego a abdicação do rei e sua substituição por outro príncipe que não o diadoque Jorge, considerado muito germanófilo. Sob ameaça de um desembarque de 100 mil soldados no Pireu, o soberano abandonou a coroa em favor de seu segundo filho, o príncipe Alexandre.
Em 11 de junho, Catarina e sua família fugiram, em segredo, do palácio de Atenas, cercados por uma multidão de legalistas que se recusaram a ver Constantino partir, e chegaram a Tatoi. No dia seguinte, a família real deixou a Grécia, via Oropos, e tomou o caminho do exílio. Catarina tinha então 4 anos e foi a última vez que viu seu irmão Alexandre, que agora era o novo rei. De facto, Elefthérios Venizélos, logo que assumiu o poder sobre todo o país, proibiu qualquer contato entre Alexandre I e a sua família.
Depois de cruzar o mar Jônico e a Itália, Catarina, seus pais e irmãos se estabeleceram na Suíça de língua alemã, primeiro em Saint-Moritz, depois em Zurique. No exílio, logo foram seguidos por quase toda a família real, que aos poucos deixou a Grécia, que entrou na guerra ao lado da Entente. Porém, a situação financeira de Constantino e Sofia não é das mais brilhantes e o rei, marcado por um profundo sentimento de fracasso, não demora a adoecer. Em 1918, ele contraiu a gripe espanhola e escapou por pouco da morte.
Durante sua recuperação, o monarca passou muito tempo com Catarina e seus irmãos. Com eles, lê Rudyard Kipling e, em particular, o poema If, que adora. Os filhos são muito próximos do pai e fazem de tudo para que ele esqueça os horrores do exílio.

## Retorno à Grécia

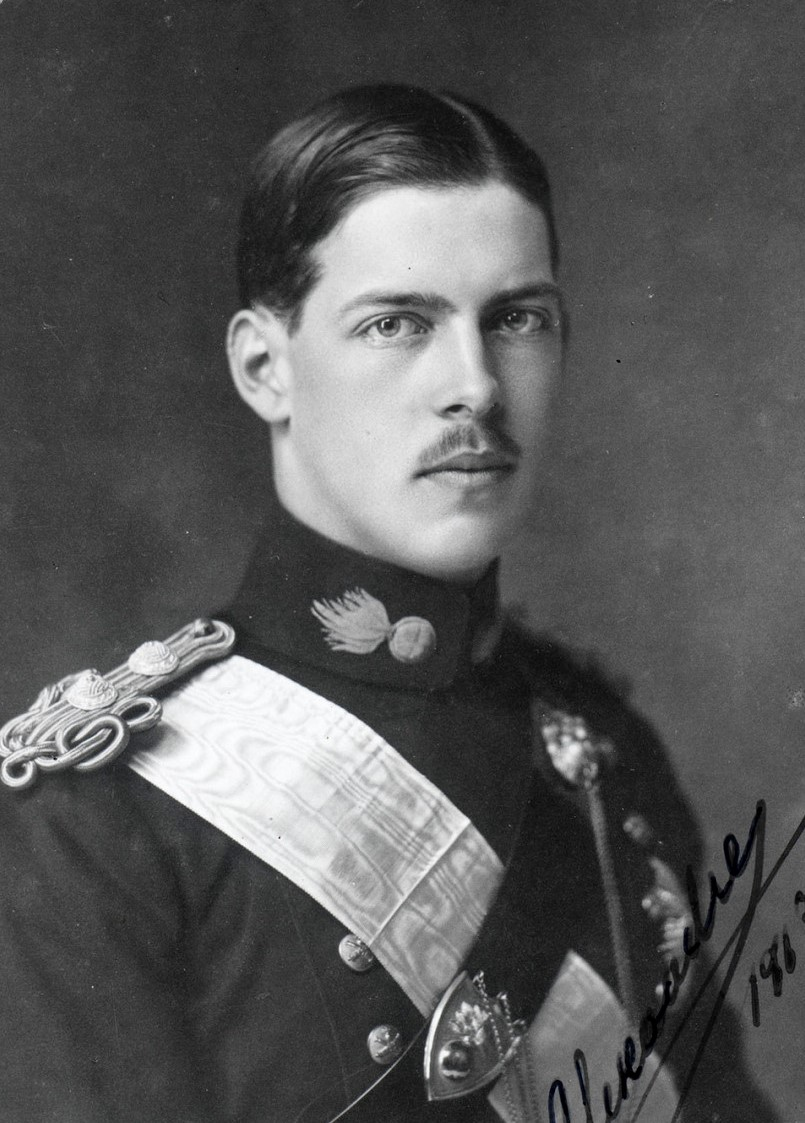
O rei Alexandre I, irmão da princesa Catarina

Em 25 de outubro de 1920, a morte inesperada em Atenas do jovem Alexandre I, vítima de sepse após uma mordida de macaco, causou uma crise institucional no reino helênico. Já tensa, a situação se agravou com o prolongamento da guerra greco-turca de 1919-1922. Nas eleições legislativas de novembro, os venizelistas foram derrotados e seu líder optou pelo exílio em Paris após ter confiado a regência à rainha viúva Olga. Por fim, a realização de um controverso referendo, onde 99% dos participantes votaram a favor do retorno de Constantino, permitiu que Catarina e a família real voltassem para a Grécia.
O retorno dos soberanos e seus filhos à capital helênica ocorre em meio ao júbilo popular. No entanto, a felicidade dura pouco para Catherina e sua família. Em primeiro lugar porque após a morte de Alexandre, os filhos de Constantino e Sofia se dispersaram: em 1921, o diadoque Jorge uniu-se à princesa Isabel da Romênia, enquanto sua irmã Helena se casou com  o príncipe herdeiro Carlos, e foi morar no país de seu marido. Acima de tudo, o cenário político grego foi envenenado pela guerra e, com a derrota para as forças de Mustapha Kemal, um golpe militar obrigou Constantino I a deixar o poder novamente, desta vez em benefício de seu filho mais velho.

## Segundo exílio

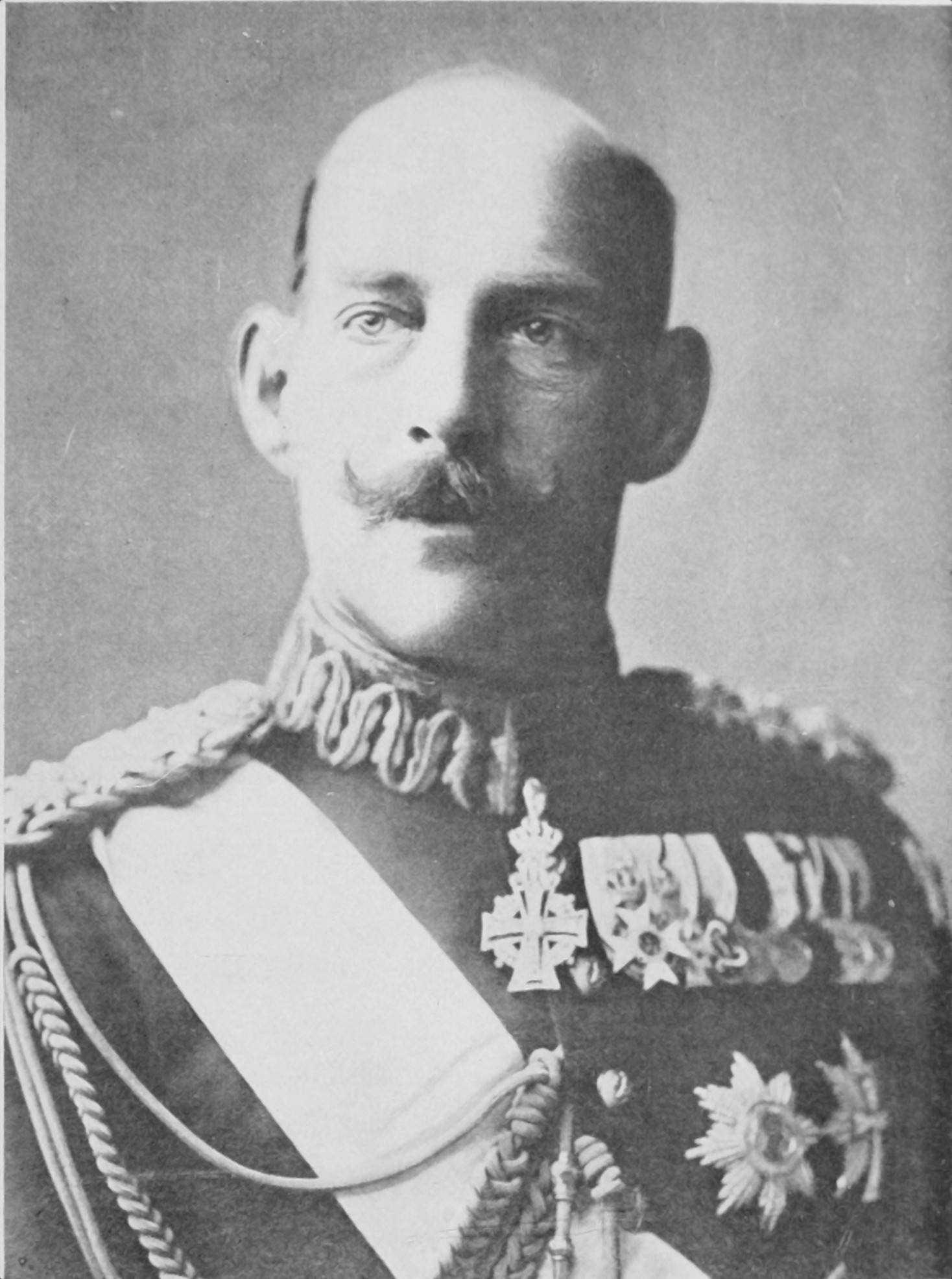
O rei Constantino I da Grécia, pai de Catarina

Em 30 de outubro de 1922, Catherine, seus pais e sua irmã Irene deixaram seu país mais uma vez. Exilados, foram acolhidos pelo governo italiano e se estabeleceram na Villa Igiea, em Palermo, na Sicília. Rapidamente, o rei, já sofrendo de arteriosclerose, cai em grave depressão e passa horas olhando para o nada. Suas filhas mais novas e sua esposa fizeram grandes esforços para fazê-lo sorrir novamente, mas ele morreu de hemorragia cerebral em 11 de janeiro de 1923.
Após a morte de seu pai, Catarina mudou-se para perto de Florença, para Villa Bobolina em Fiesole, com sua irmã Irene e a rainha Sofia. Na capital toscana, a menina, cuja educação é supervisionada por uma governanta inglesa, Miss Edwards, desde 1920, foi introduzida na arte da pintura, que conseguiu dominar bastante bem.
Pouco tempo depois, a rainha Sofia pediu ao seu primo, o rei Jorge V do Reino Unido, permissão para enviar Catarina a um internato em um colégio em Broadstairs para que a jovem pudesse seguir os cursos de verão lá. O soberano aceita e a jovem também estuda, a partir de então, no prestigioso colégio de North Foreland Lodge. Concluídos os estudos, a princesa voltou a morar na Itália, com sua mãe e sua irmã Irene. Em 1930, às três mulheres juntou-se também a rainha Helena da Romênia, que deixou Bucareste após a restauração de seu ex-marido ao trono.

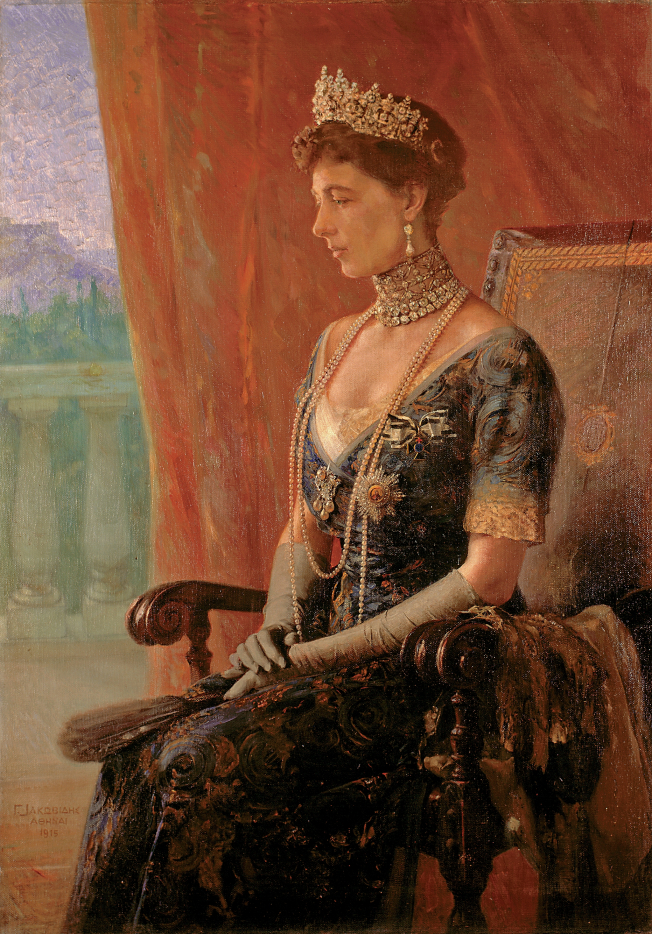
Rainha Sofia da Grécia, mãe de Catarina

Em janeiro de 1932, Catarina ainda não tinha 19 anos e sua mãe, a rainha Sofia, morreu de câncer generalizado na Alemanha. A rainha Helena comprou, portanto, a villa de sua mãe e as princesas Catarina e Irene ficaram para morar com ela. Suas vidas eram um tanto retraídas, mas as três jovens visitavam regularmente a família real italiana, que sempre acolheu os Oldenburgs durante seu exílio. Como princesas gregas, elas também são convidadas para vários outros momentos altos da vida da elite europeia. Em 1934, Catarina foi assim testemunha, juntamente com a sua irmã Irene e a futura Rainha Isabel II do Reino Unido, no casamento da sua prima, a Princesa Marina da Grécia, com o Duque de Kent.
As três princesas gregas também usam seus relacionamentos para buscar uma esposa para o irmão, o príncipe Paulo, de 34 anos e ainda solteiro. Em 1935, aproveitaram a presença em Florença de sua prima, a princesa Frederica de Hanover, para colocar a jovem em contato com o herdeiro do trono grego. Seu estratagema é eficaz, pois Frederica rapidamente se apaixona pelo diadoque. No entanto, os pais da menina relutaram em tal relacionamento e foi somente em 1937 que Paulo e Frederica ficaram noivos.
Em 1935, aos 22 anos, Catherine fez uma viagem à volta do mundo que a levou, em particular, a Hollywood. Nesta cidade, vários publicitários tentaram convencê-la a posar para eles para fotos e ela acabou deixando os Estados Unidos e voltando para a Itália para escapar de suas demandas prementes.

## Restauração da monarquia

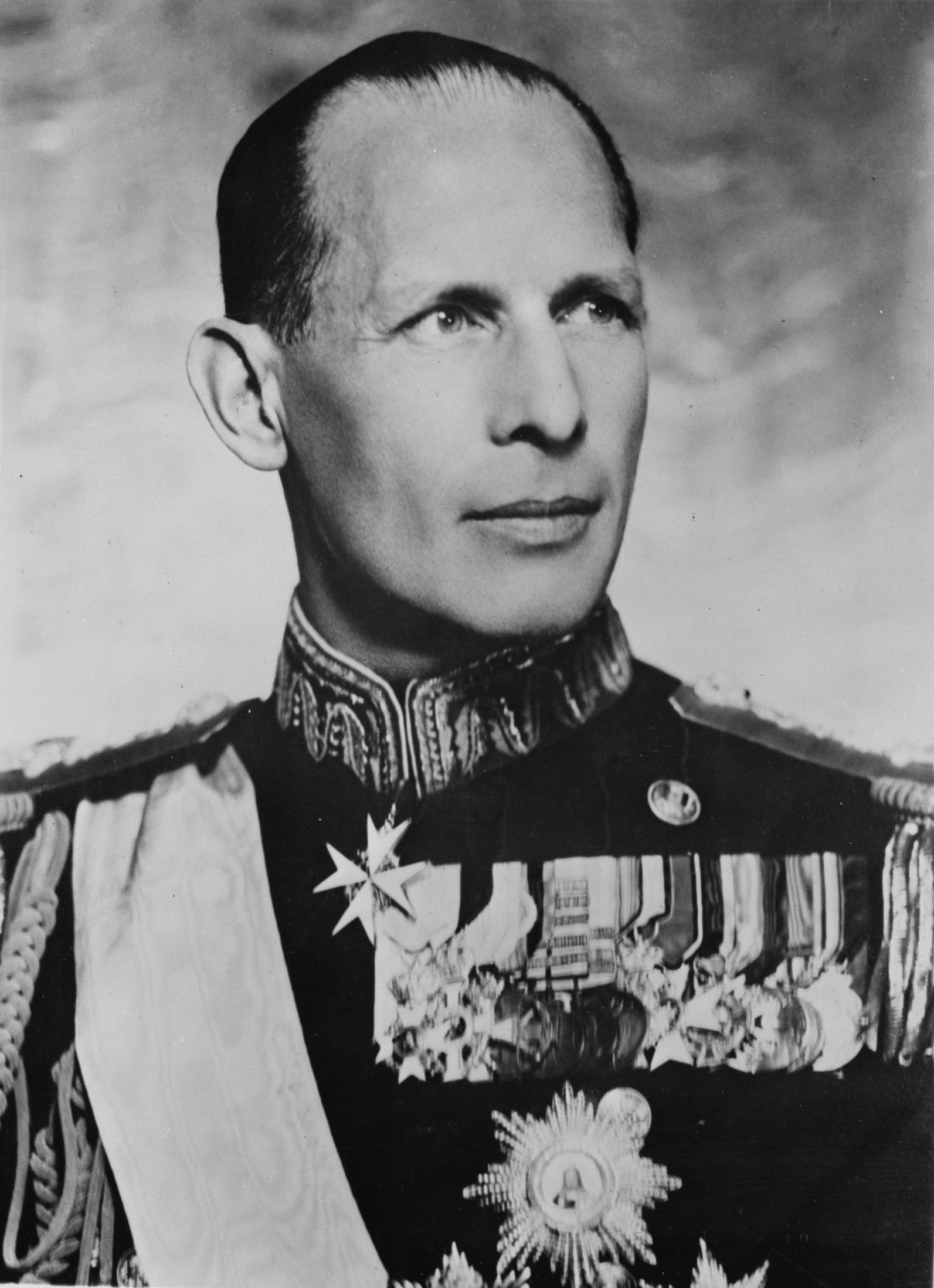
O rei Jorge II da Grécia, irmão mais velho da princesa Catarina

Alguns meses após o retorno de Catarina à Europa, em novembro  de  1935, um referendo, organizado pelo general Geórgios Kondílis, restaurou a monarquia na Grécia e o Rei Jorge II  volta ao trono. Imediatamente, o Príncipe Paulo acompanhou seu irmão a Atenas enquanto suas irmãs Irene e Catarina se juntaram a eles um pouco mais tarde. As duas jovens então se mudaram para o palácio real com seu irmão mais velho: o soberano sendo divorciado da rainha Isabel da Romênia desde julho  de  1935, as princesas devem de fato desempenhar o papel de 'anfitriãs da monarquia.
Na capital grega, Catarina cuida de obras sociais e passa muito tempo com a família. Depois de 1937 e do casamento do diadoque Paulo com Frederica de Hanôver, ela se aproximou do irmão mais novo e da cunhada. A relação privilegiada que a princesa então estabeleceu com o casal continuou durante a Segunda Guerra Mundial e Catarina ocupou um lugar importante na vida dos sobrinhos..
Em 1939, porém, a princesa ficou triste ao ver sua irmã Irene deixar a Grécia para retornar à Itália e se casar com o príncipe Aymon de Savoy-Aosta lá. Para Catarina e sua família, a separação era ainda mais difícil porque as relações entre Roma e Atenas eram cada vez mais tensas e uma guerra parecia estar a caminho.

## Segunda Guerra Mundial

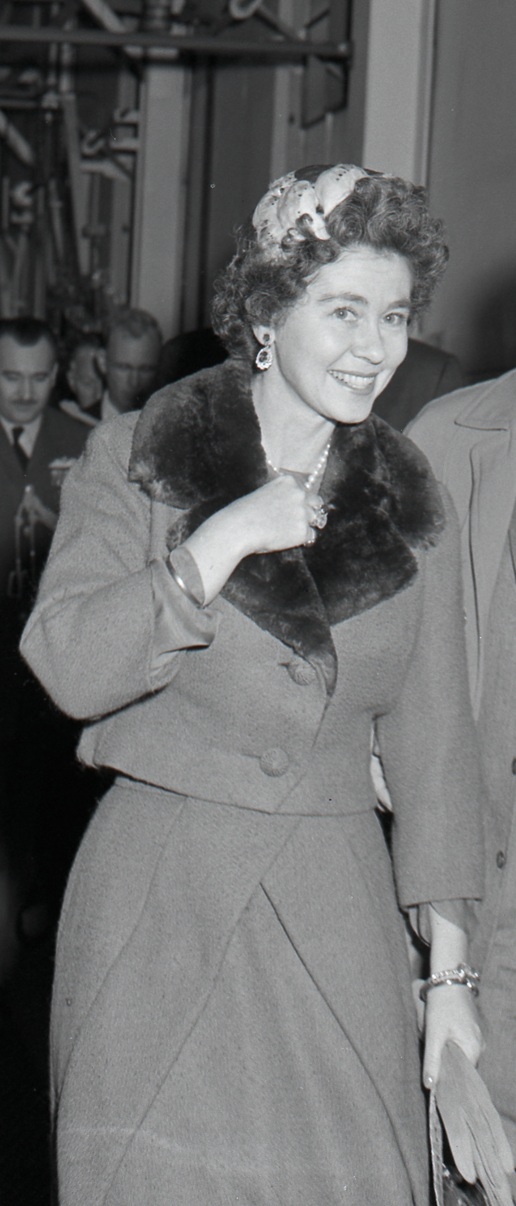
Princesa Frederica de Hanôver, cunhada e amiga da princesa Catarina

Em 28 de outubro de 1940, estourou a Guerra Ítalo-Grega e o Reino Helênico se viu envolvido na Segunda Guerra Mundial. Desde o início do conflito, a princesa Catarina integrou o corpo de enfermeiras voluntárias da Cruz Vermelha e empenhou-se no apoio aos soldados feridos, tarefa que muito a afetou.
Os primeiros momentos da guerra são muito favoráveis à Grécia, que consegue rapidamente repelir as tropas italianas e até invadir parte do território albanês, então sob protetorado italiano. Apesar de tudo, o país estava exausto pelo conflito e a declaração de guerra do Terceiro Reich, em 6 de abril de 1941, inverteu a situação. De fato, o avanço das tropas alemãs na Grécia continental a partir de 9 de abril rapidamente fez com que o exército helênico recuasse. Depois de algumas semanas de luta, os alemães estão na frente de Atenas e a família real deve resolver fugir.
Em 22 de abril, a princesa Catarina embarcou para Creta a bordo de um hidroavião britânico com seu tio e tia, Georges da Grécia e Marie Bonaparte, suas cunhadas Frederica de Hanôver e Aspasía Mános e seus sobrinhos Constantino, Sofia e Alexandra. No dia seguinte, juntam-se à família o rei Jorge II e o diadoque Paulo. Mas a batalha de Creta torna a situação dos Oldenbourg muito difícil e Catarina e sua família fogem para o Egito em 30 de abril, quinze dias antes do ataque lançado pelos paraquedistas alemães contra a ilha.
Em Alexandria, os membros da família real eram acolhidos pela diáspora grega, que acolhia os refugiados nas suas casas e lhes distribuía dinheiro e roupas. No entanto, o governo egípcio, fortemente italófilo, mostra pouca vontade de receber em seu território os inimigos de Hitler e Mussolini. Em 27 de junho, Catarina, Jorge, Maria, Frederica e seus filhos deixaram o país para a África do Sul, que havia convidado oficialmente a família real a se refugiar em seu território. O rei e os diadoques optam, por sua vez, por ir para Londres com o governo grego no exílio para ali continuar a guerra contra as forças do Eixo. Da mesma forma, as princesas Aspasia e Alexandra optam pelo Reino Unido.
Catarina e seus parentes chegaram à Cidade do Cabo em 8 de julho de 1941, após uma viagem de duas semanas a bordo do navio holandês Nieuw Amsterdam. No domínio britânico, a família encontra a princesa Eugênia da Grécia, seu marido e sua filha, que deixaram a França durante a derrocada.
Desejando participar do esforço de guerra, Catarina retomou seu trabalho como enfermeira logo após sua chegada. Ela ingressou assim no hospital Saint Dunstan na Cidade do Cabo, com sua prima Eugênia, e cuidou principalmente de soldados que sofriam de cegueira. A princesa também apoiou sua cunhada Frederica, que estava grávida de seu terceiro filho.

## Batalha jurídica contra a Grécia

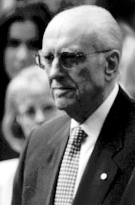
Primeiro-ministro grego, Andreas Papandreou

Em dezembro de 1967, após um golpe fracassado contra a ditadura dos coronéis, o rei Constantino II da Grécia e sua família tiveram que deixar seu país e se exilar em Roma. A propriedade da família real foi então confiscada e Catarina, co-proprietária da fazenda real de Polydendri, foi afetada pela medida como seu sobrinho e suas sobrinhas. Em 1974, a democracia foi restaurada em Atenas enquanto um referendo aboliu a monarquia e dá origem à Terceira República Helênica. Em 1979, no entanto, o decreto que confiscava as residências particulares da antiga família real foi abolido e os palácios de Tatoi e Mon Repos, bem como a fazenda de Polydendri, foram devolvidos aos seus antigos proprietários.
A história repetiu-se, porém, em 1994. Nessa data, o governo socialista de Andréas Papandreou confiscou, mais uma vez e sem indenização, os bens da antiga família real sob o pretexto de terem sido adquiridos pelos soberanos gregos em circunstâncias duvidosas. Preocupada com a medida, assim como o ex-rei Constantino II, a rainha Sofia de Espanha e a princesa Irene, Catarina junta-se aos seus sobrinhos na queixa contra a Grécia perante o Tribunal Europeu dos Direitos do Homem. Em novembro de 2000, o Tribunal reconheceu o mérito do seu pedido e Atenas foi condenada a compensar a princesa e sua família. O governo socialista recorreu então mas a sentença foi confirmada em 2002. A princesa recebeu assim, do seu país natal, uma indemnização de 300 mil euros..

## Últimos anos
Em 1994, o Major Richard Brandram morreu, aos 82 anos, após uma longa doença. Catarina, já viúva, viu o seu estado de saúde deteriorar-se, o que a obrigou rapidamente a utilizar uma cadeira de rodas. A princesa continua, apesar de tudo, a fazer algumas aparições públicas. Ela participou das cerimônias que marcaram o octogésimo aniversário de seu primo, o príncipe Filipe, em 2001.
Com a morte da Infanta Beatriz da Espanha em 2002, Catarina é a última bisneta sobrevivente da Rainha Vitória. Cinco anos depois, a morte da princesa fez de seu primo Carl Johan, da Suécia, o último bisneto vivo da soberana.
A princesa Catarina é enterrada, em cerimônia privada, na necrópole da família real da Grécia, em Tatoi, em 11 de outubro de 2007. Seu filho e netos são então cercados pelo ex-rei Constantino II e parte de sua família, príncipe e Princesa Alexandre da Iugoslávia, bem como o Duque de Aosta.

### Sobre Catarina e a Família Real
- Bertin, Celia (1982).  Perrin, ed. Marie Bonaparte (em francês). Paris: [s.n.] 433 páginas. ISBN 2-262-01602-X.
- Celada, Eva (2007).  Plaza & Janés, ed. Irene de Grecia. La princesa rebelde (em espanhol). [S.l.: s.n.] 274 páginas. ISBN 978-84-01-30545-0.
- Hellenes, Queen Frederica of the (1971).  MacMillan, ed. A Measure of Understanding (em inglês). [S.l.: s.n.] ISBN 0-333-12454-5.
- Mateos Sáinz de Medrano, Ricardo (2004).  La Esfera de los Libros, ed. La Familia de la Reina Sofía. La Dinastía griega, la Casa de Hannover y los reales primos de Europa (em espanhol). Madrid: [s.n.] 573 páginas. ISBN 84-9734-195-3.
- Van der Kiste, John (1994).  Sutton Publishing, ed. Kings of the Hellenes. The Greek Kings, 1863-1974 (em inglês). [S.l.: s.n.] 200 páginas. ISBN 0-7509-2147-1.

### Obras gerais
- Buckley, Christopher (1984).  P. Efstathiadis & Sons S.A., ed. Greece and Crete 1941 (em inglês). Londres: [s.n.] 340 páginas. ISBN 960-22-6041-6.
- Driault, Édouard; Lhéritier, Michel (1926).  PUF, ed. Histoire diplomatique de la Grèce de 1821 à nos jours. La Grèce et la Grande Guerre - De la révolution turque au traité de Lausanne (1908-1923) (em francês). V. Paris: [s.n.] DriaultLhéritier1926.
- Terrades, Marc (2005).  L'Harmattan, coll. « Études grecques », ed. Le Drame de l'hellénisme. Ion Dragoumis (1878-1920) et la question nationale en Grèce au début du XXe siècle (em francês). Paris/Budapest/Torino: [s.n.] 408 páginas. ISBN 2-7475-7788-0.

## Imprensa on-line

### Obtuários
- «Obituaries: Lady Katherine Brandram». The Times (em inglês). 4 de outubro de 2007.
- «Obituaries: Lady Katherine Brandram». The Telegraph (em inglês). 5 de outubro de 2007.
- «Obituaries: Lady Katherine Brandram». The Scotsman (em inglês). 10 de outubro de 2007.
- Leyland, Joanne (8 de outubro de 2007). «The Katherine Who Won't Make Headlines…». The Royalist (em inglês).

### Outros artigos
- Castiella, Begoña (29 de novembro de 2002). «El Estado griego tendrá que indemnizar a la Familia Real por sus propiedades». ABC (em espanhol)